# Якоб Баккер
Якоб Баккер, повне ім'я Якоб Адріанс Баккер (нід. Jacob Adriaenszoon Backer; 1608, Гарлінген — 27 серпня 1651, Амстердам) — нідерландський художник першої половини XVII ст. Створював портрети одинарні, групові і парадні, картини побутового і міфологічного жанру, сценки з театральних вистав.

## Життєпис
Походив з родини пекаря. Народився в місті Гарлінген. 1611 року родина переїхала до Амстердама.
Син батьківський бізнес не успадкував, а подався в художники. Відомо, що 1627 року він відбув до міста Леуварден, аби навчатись у художника Ламберта Якобса (1558—1636), майстра релігійного живопису. В майстерні Ламберта Якобса познайомився із іншим учнем — Говертом Флінком. Обидва належали до релігійного братства меннонітів.
1633 року обидва покинули майстерню Ламберта Якобса і переїхали до Амстердама. Відома доля Говерта Флінка, що став учнем Рембрандта. Відомостей про стажування Якоба Баккера у майстерні Рембрандта не знайдено, але в деяких творах Якоба Баккера відчутні впливи ранніх картин уславленого художника. Відомо, що працьовитий і швидкий на виконання картин Баккер мав бізнесові справи з торговцем картинами Гендріком Уленбюрхом.
Відомостей про життєвий шлях художника в Амстердамі практично не збережено. Є свідчення, що він мав майстерню, де працював разом із небожем на ім'я Адріан Баккер, який теж був художником-портретистом. Художник не встиг одружитися до сорокарічного віку, не мав власного будинку і не був помічений у жодному скандалі.
Помер у Амстердамі 1651 року. Поховання відбулося у так званій Північній церкві (Норденкерк).

## Творчий спадок

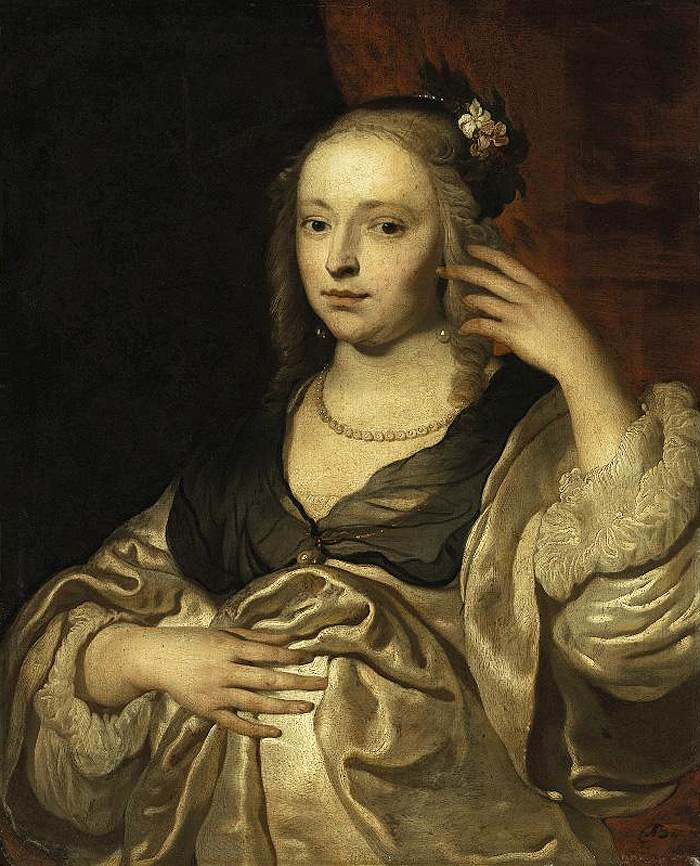
«Невідома пані з перлами і квітами у зачісці», до 1650 р.

Художник мало прожив і помер у віці 42 роки., проте залишив помітний творчий спадок навіть з урахуванням знищених чи неатрибутованих йому картин. Збереглися сімдесят портретів роботи художника, серед котрих чотири — групові. За свідченнями Йоахима Зандрарта він встигав за день створити один новий портрет (з руками та відтворенням сукні і хутра, якщо то був жіночий портрет), розробивши і використовуючи нову і швидку художню техніку.
Загальна кількість створених картин майстра перевищує сто сорок за 20 років роботи.
На відміну від низки голландських майстрів Якоб Баккер тяжів до композицій з однією фігурою, трактуючи її у пасторальному чи побутовому плані. Ознакою творчої манери Якоба Баккера були точність у портретах, відсутність помітної ідеалізації чи компліментарності в них, стилістика караваджизму в голландському її варіанті, ігнорування дріб'язкових деталей, чим постійно грішили мало обдаровані голландські митці.
Він не створював нудних і дещо порожніх нідерландських пейзажів — навіть на тлі власних картин.

## Вибрані твори

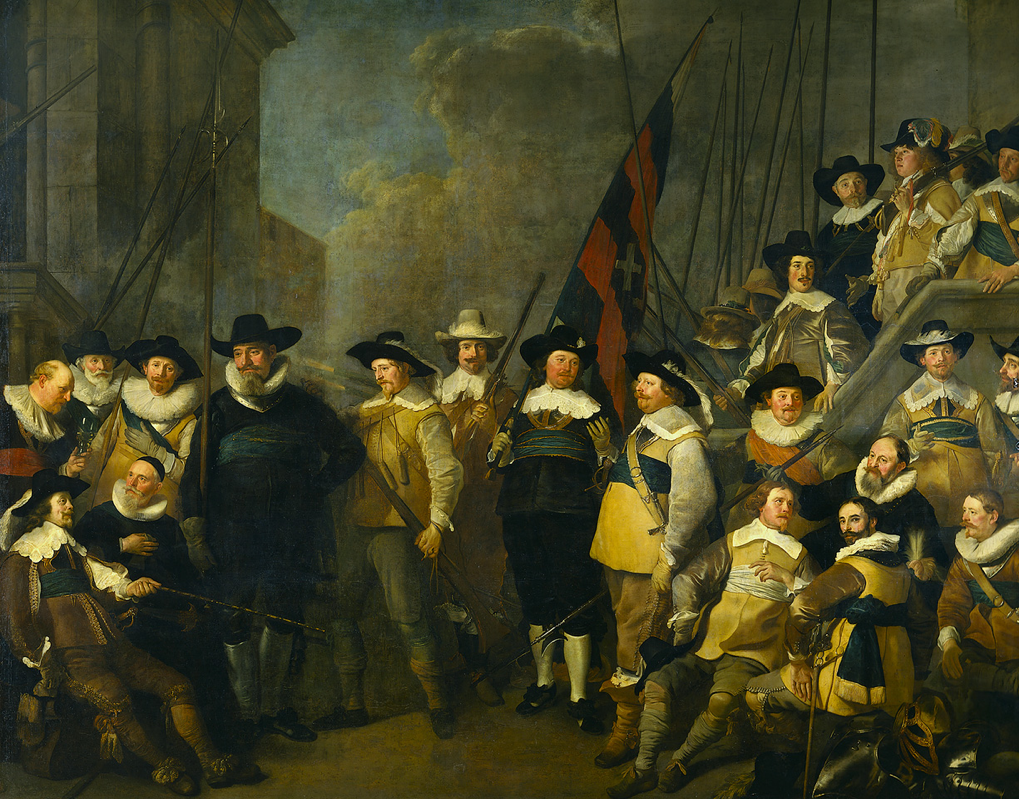
« Офіцери та стрільці загіну капітана Корнеліса Де Графа та лейтенанта Гендріка Лоуренца», 1642

- «Портрет невідомого з рукою на грудях», до 1639, Бруклінський музей
- «Хлопчик в сірому вбранні», 1634, Мауріцхейс, Гаага
- Автопортрет, малюнок 1638, Галерея Альбертіна, Відень
- «Молодий пастух із флейтою», 1640, Мауріцхейс, Гаага
- «Пастушка з нотами», Третьяковська галерея
- «Куртизанка», 1640
- «Офіцери та стрільці загону капітана Корнеліса Де Графа та лейтенанта Гендріка Лоуренца», 1642
- « Апостол Петро», Ермітаж[4]
- «Сара де Бі», 1645, Державний музей (Амстердам)
- «Ювеліл Йоганнес Лютма», 1645, Державний музей (Амстердам)
- «Невідома пані з перлами і квітами у зачісці», до 1650 р.
- «Пані в білому як муза Евтерпа», 1650
- «Граніда і Дайфіло»
- «Невідомий у фантазійному вбранні», Ермітаж[5]
- «Відпочинок богині Діани», Ермітаж[5]
- «Мадонна з немовлям, Св. Іваном Хрестителем та Св. Єлизаветою», Ермітаж[6]

## Галерея вибраних творів

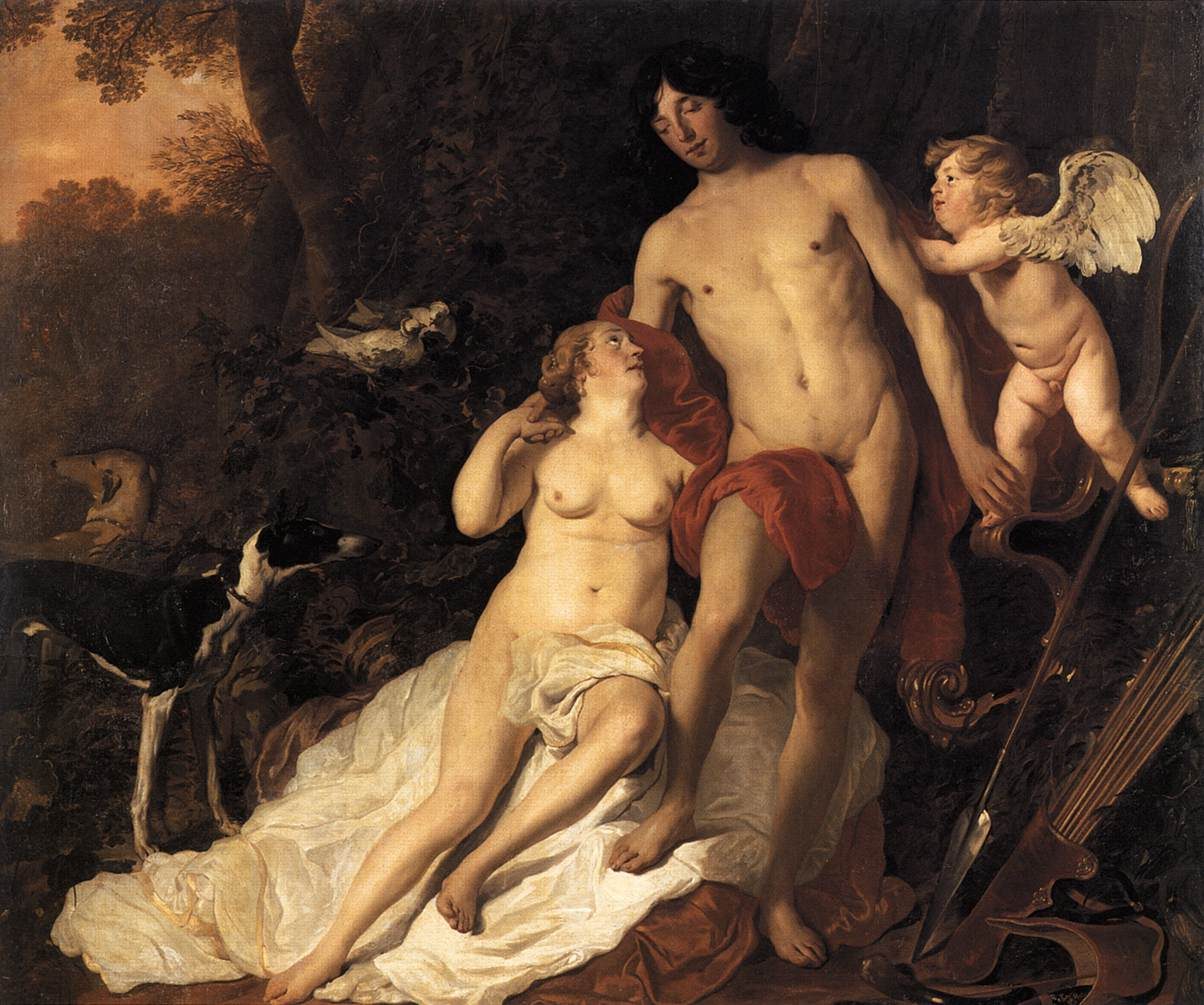
«Венера і Адоніс», до 1650. музей замку Фесеньє

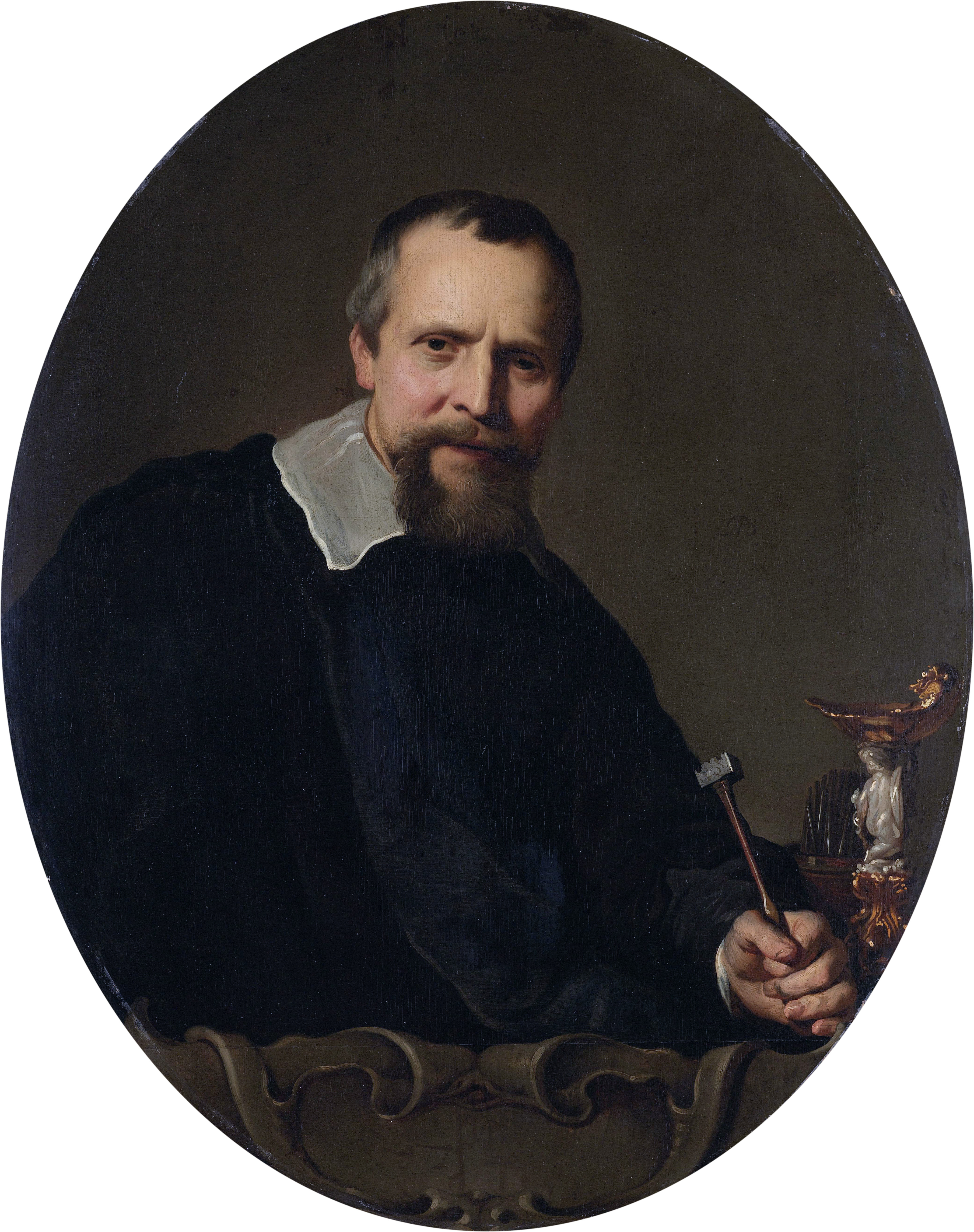
«Ювеліл Йоганнес Лютма», 1645, Державний музей (Амстердам)
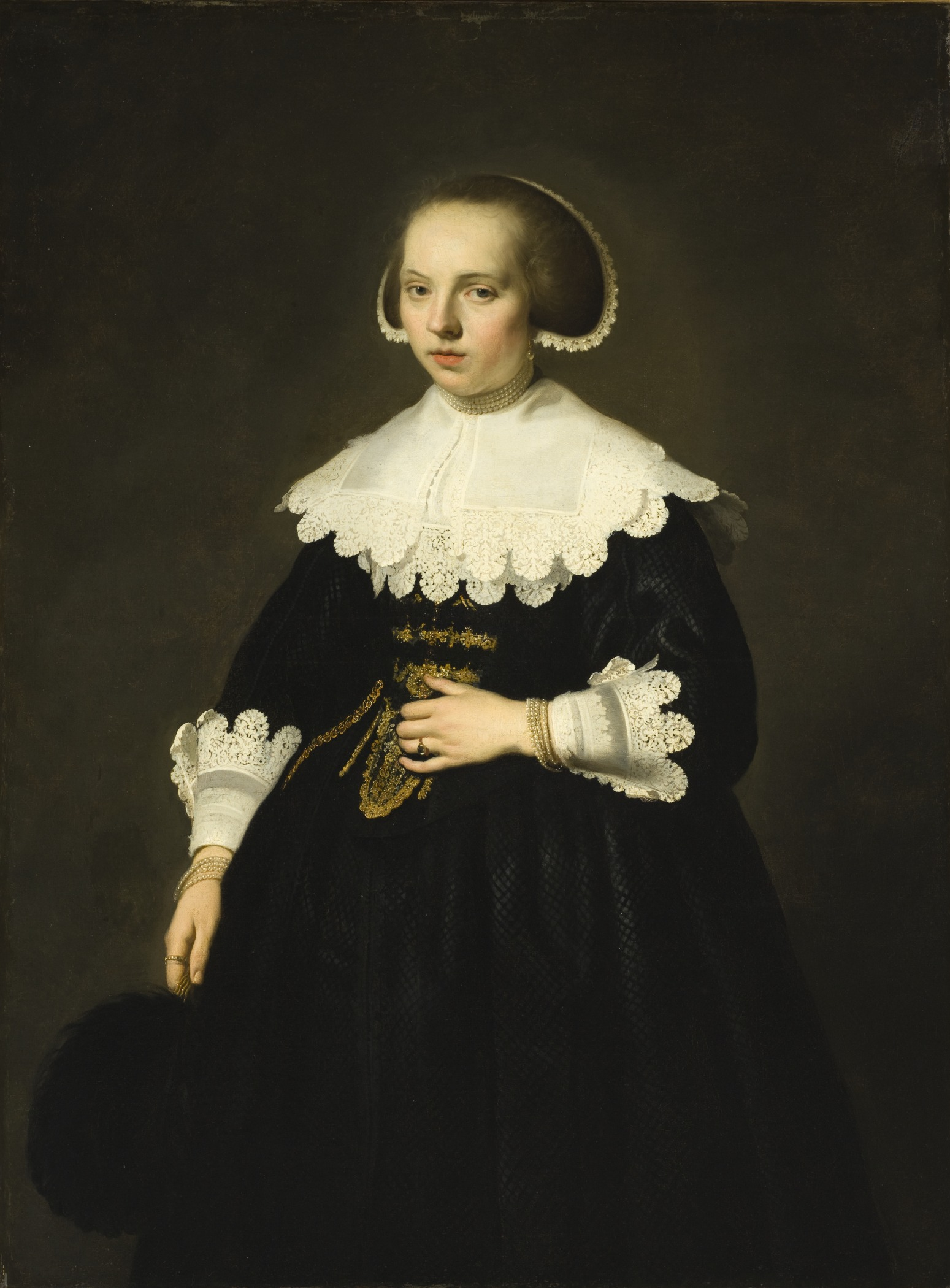
«Портрет шляхетної пані», 1638, Музей мистецтв округу Лос-Анжелес
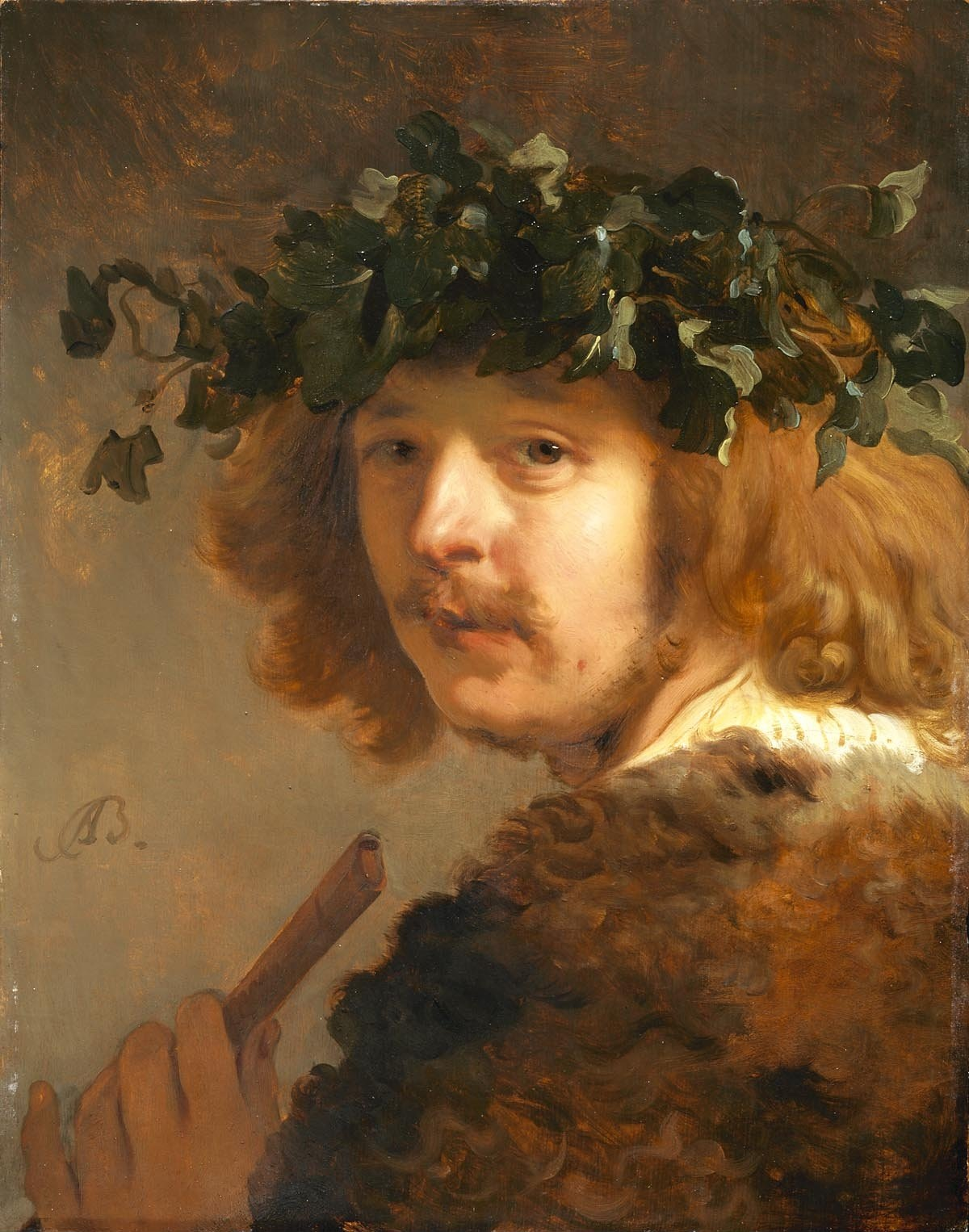
«Пасторальний персонаж з флейтою», 1640, Мауріцхейс, Гаага.
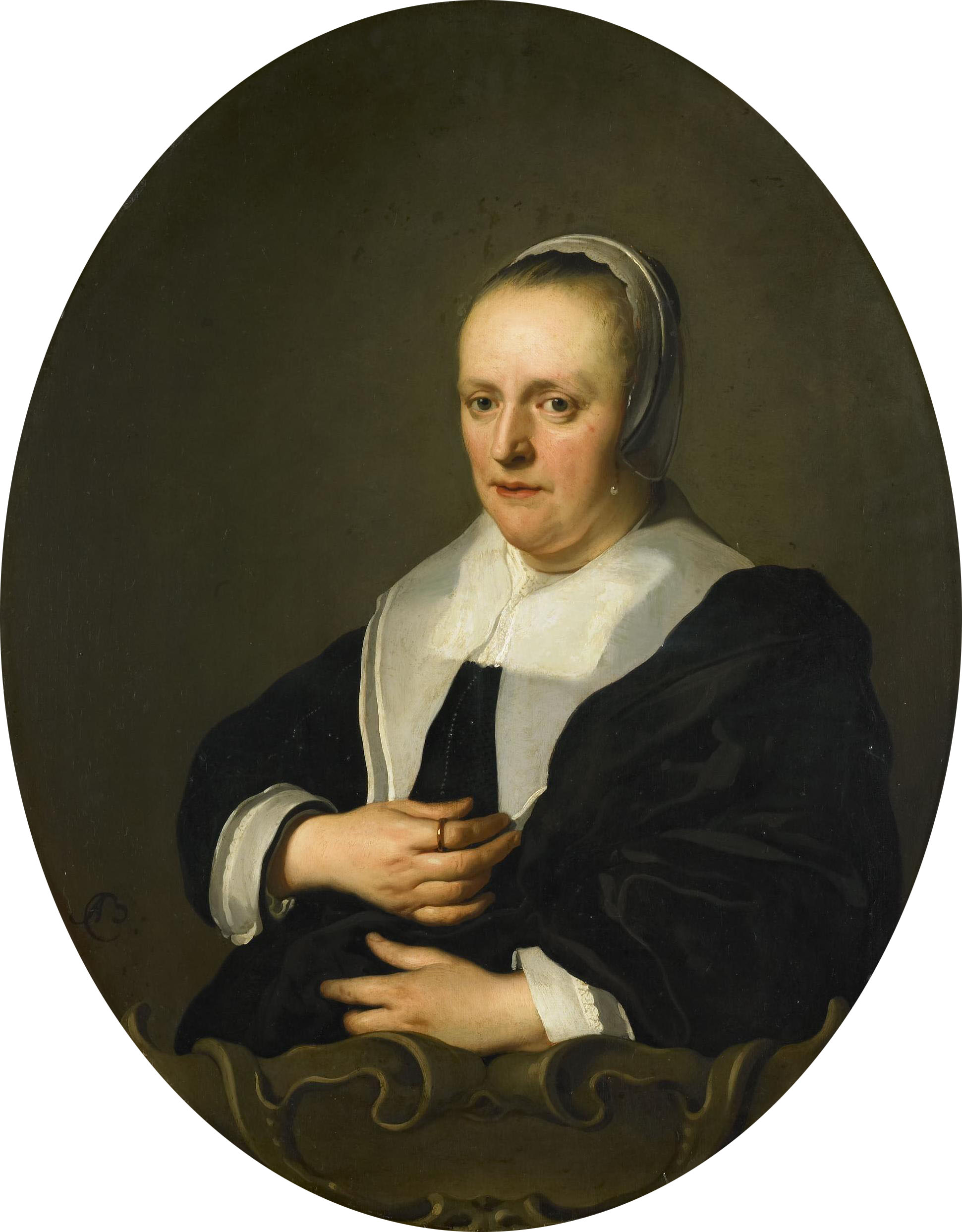
«Сара де Бі», 1645, Державний музей (Амстердам)